# Medal „W upamiętnieniu 850-lecia Moskwy”
Medal „W upamiętnieniu 850-lecia Moskwy” (ros. Медаль "В память 850-летия Москвы") – rosyjski medal ustanowiony dla uczczenia 850-lecia powstania Moskwy.
Medal został ustanowiony Dekretem Prezydenta Federacji Rosyjskiej z dnia 26 lutego 1997 roku.

## Zasady nadawania
Medal „W upamiętnieniu 850-lecia Moskwy” przyznawany jest:
- uczestnikom obrony Moskwy, odznaczonym Medalem „Za obronę Moskwy”;
- robotnikom frontowym, którzy pracowali w Moskwie podczas Wielkiej Wojny Ojczyźnianej w latach 1941–1945 i otrzymali odznaczenia państwowe;
- obywatelom odznaczonym Medalem „W upamiętnieniu 800-lecia Moskwy”;
- obywatelom, którzy wnieśli znaczący wkład w rozwój Moskwy[2].

Medal „W upamiętnieniu 850-lecia Moskwy” nosi się po lewej stronie klatki piersiowej, w kolejności za Medalem jubileuszowym „300 lat Rosyjskiej Floty”.

## Opis odznaki
Medal „W upamiętnieniu 850-lecia Moskwy” wykonany jest z mosiądzu i ma kształt koła o średnicy 32 mm. Na awersie medalu znajduje się wizerunek św. Jerzego Zwycięzcy na koniu, zabijającego smoka włócznią. Po lewej stronie okręgu znajduje się napis Москва 850 („Moskwa 850”).
Na rewersie medalu znajduje się wieniec laurowy na obwodzie, a w centrum daty 1147 i 1997. Wszystkie rysunki i daty na medalu są wypukłe.
Medal połączony jest z pięciokątną zawieszką obciągniętą jedwabną wstążką za pomocą oczka i pierścienia. Szerokość wstążki wynosi 24 mm. Wstążka jest w przeważającej części ciemnoczerwona, po prawej stronie w odległości 1 mm od krawędzi znajdują się trzy paski w kolorze białym, niebieskim i czerwonym (barwy rosyjskiej flagi narodowej), każdy o szerokości 2 mm.   